# Epidolops
Epidolops — вимерлий рід полідолопіморфових метатерій, який мешкав у палеогені на території сучасної Південної Америки. Скам'янілості Epidolops були знайдені в формації Лас Флорес в Аргентині.